# Вигнання бісів з хлопчика

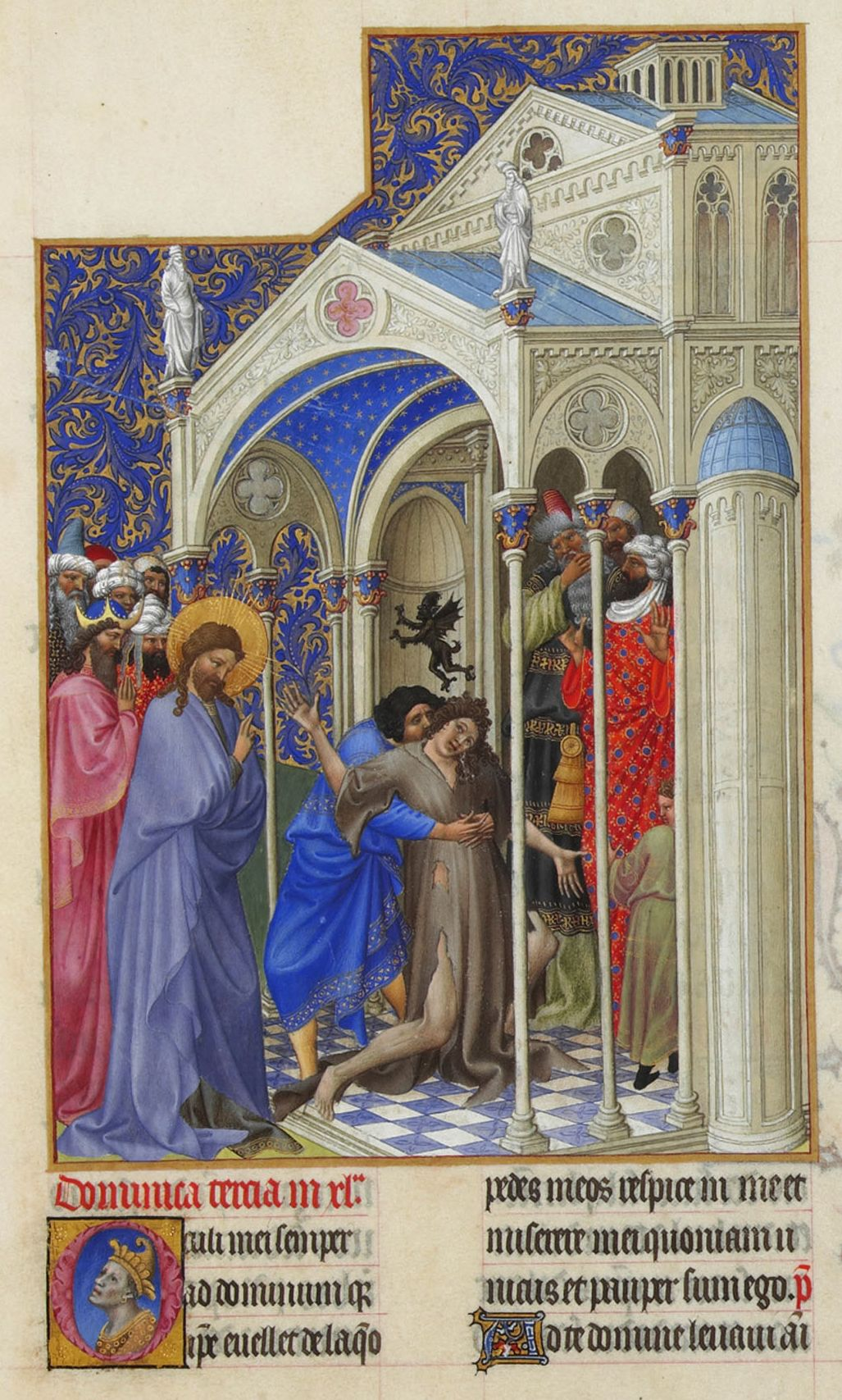
Вигнання бісів з хлопчика. Розкішний часослов герцога Беррійського.

Вигнання бісів з хлопчика — євангельська подія, одно з чудес Ісуса Христа описана у синоптичних Євангеліях: Мк. 9:14-29, Лк. 9:37-49, Мт. 17:14-21. Розповідь з'являється спочатку в Євангелії від Марка і повторюється з невеликими змінами, в Євангеліях від Матвія та Луки. У євангельських переказах це зцілення відбувається після Преображення.

## Подія
Зійшовши з гори з трьома вибраними учнями вони зустріли інших апостолів. Кругом було багато народу і книжників, що сперечалися із апостолами. Ісус спитав: «Про що сперечаєтеся з ними?». Тут один чоловік приступив до нього і каже:
Така нездатність учнів можливо і викликала дискусію з книжниками, бо для них це стало доброю нагодою, щоб скомпрометувати тих учнів, а через них і їхнього учителя. Але ось він тут дізнавшись у чім справа сказав: «О роде невірний! Доки я буду з вами? Доки вас терпітиму? Приведіть но його до мене.» (Мк. 9: 19). Віра для Ісуса була основою для чудес і він жалівся, що не мали її ні книжники, ні батько хлопця, як також і апостоли, нездатність зцілити хлопця яких вказувала на це.
Апостоли, що не спромоглись на таке чудо, спитали на самоті Ісуса: "Ісус сказав їм: «Через вашу малу віру; бо, істинно кажу вам: Коли матимете віру, як зерно гірчиці, то скажете оцій горі: Перенесися звідси туди — і вона перенесеться; і нічого не буде для вас неможливого. А щодо цього роду бісів, то його виганяють лише молитвою і постом.» " (Мт. 17:20-21).
По тих подіях Ісус і апостоли « проходили крізь Галилею, і він не хотів, щоб будь-хто знав.» (Мк. 9:30).